# Merrilands
Merrilands est une banlieue de la cité de New Plymouth, située dans l’ouest de l’ Île du Nord de la Nouvelle-Zélande.

## Situation
Elle est localisée au sud-est du centre de la cité de New Plymouth.
Le fleuve Waiwhakaiho passe à travers la ville de Merrilands en direction de l’est et le cours d’eau « Te Henui Stream » va au-delà vers l’ouest

## Population
La population était de 2 811 habitants lors du recensement de 2013 en Nouvelle-Zélande, en augmentation de 24 personnes lors du recensement de 2006 en Nouvelle-Zélande.

## Éducation
L’école de « Merrilands School » est une école primaire, mixte, publique, allant de l’année 1 à 6  avec un  taux de décile de 6 et un effectif de 194 élèves.
L’école fut établie en 1960.

## Commerce
Il y a un centre de commerce principal localisé dans la banlieue de Merrilands.
Il est localisé au coin de Cumberland St et de Mangorei Rd.
Les magasins incluent le magasin du Lotto et de la Poste, le super marché « New World », une pharmacie, un salon de coiffure, un dentiste, un centre medical, le long avec une station de fuel Z.
Il y a un pub dans Merrilands appelé le « Stumble Inn », qui offre souvent de la musique « en live » et abrite certains musiciens.